# Стебник (Ивано-Франковская область)
Стебник (укр. Стебник) — село в Лисецкой поселковой общине Ивано-Франковского района Ивано-Франковской области Украины.
Население по переписи 2001 года составляло 797 человек. Занимает площадь 3,57 км². Почтовый индекс — 77453. Телефонный код — 03436.